# Adelurola florimela
Adelurola florimela är en stekelart som först beskrevs av Alexander Henry Haliday 1838.  Adelurola florimela ingår i släktet Adelurola och familjen bracksteklar. Arten är reproducerande i Sverige. Inga underarter finns listade i Catalogue of Life.